# Strutlav
Strutlav (Flavocetraria cucullata) är en lavart som först beskrevs av Carlo Antonio Lodovico Bellardi, och fick sitt nu gällande namn av Kärnefelt & A. Thell. Strutlav ingår i släktet Flavocetraria och familjen Parmeliaceae.  Arten är reproducerande i Sverige. Inga underarter finns listade i Catalogue of Life.

## Källor

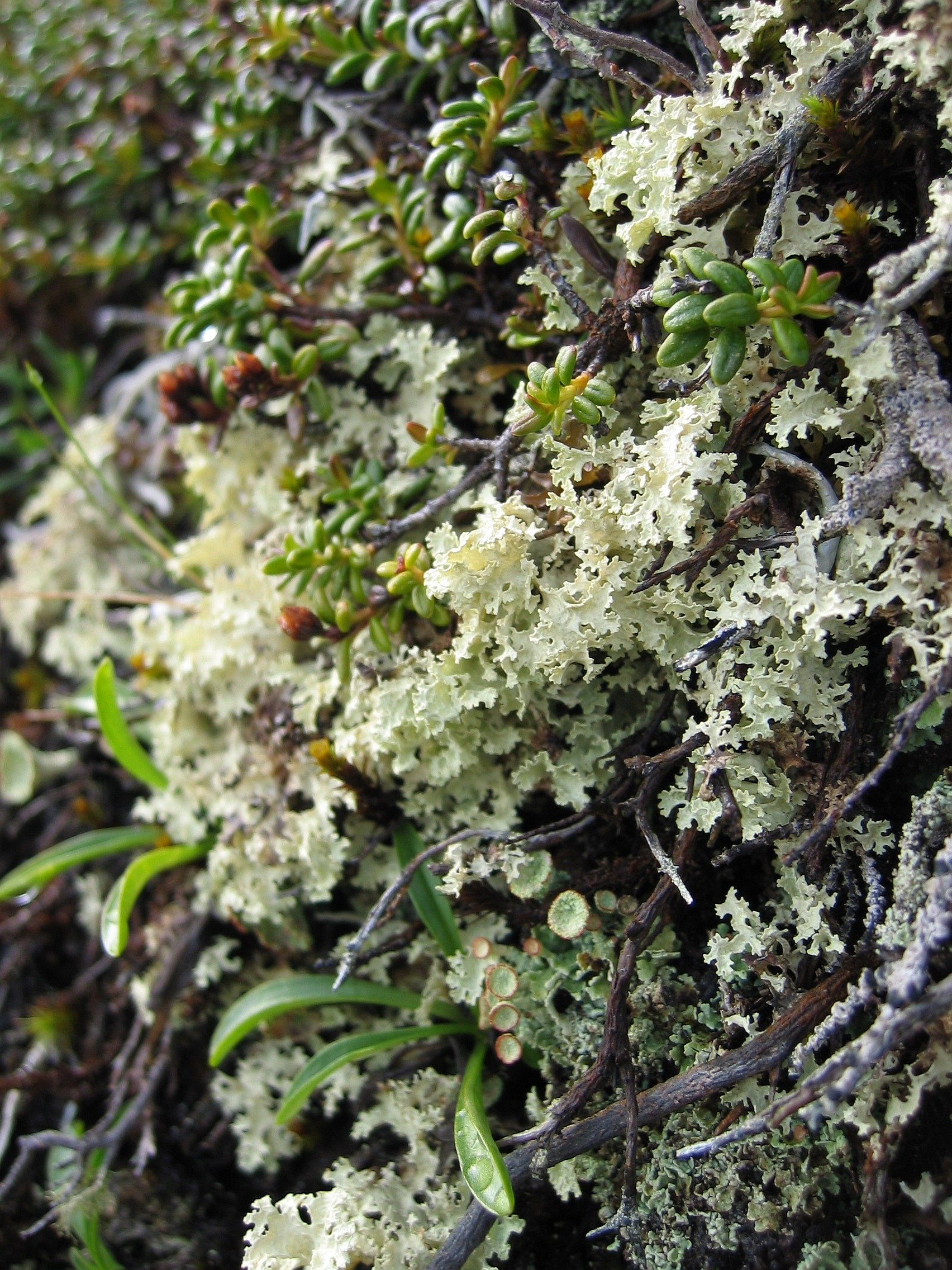
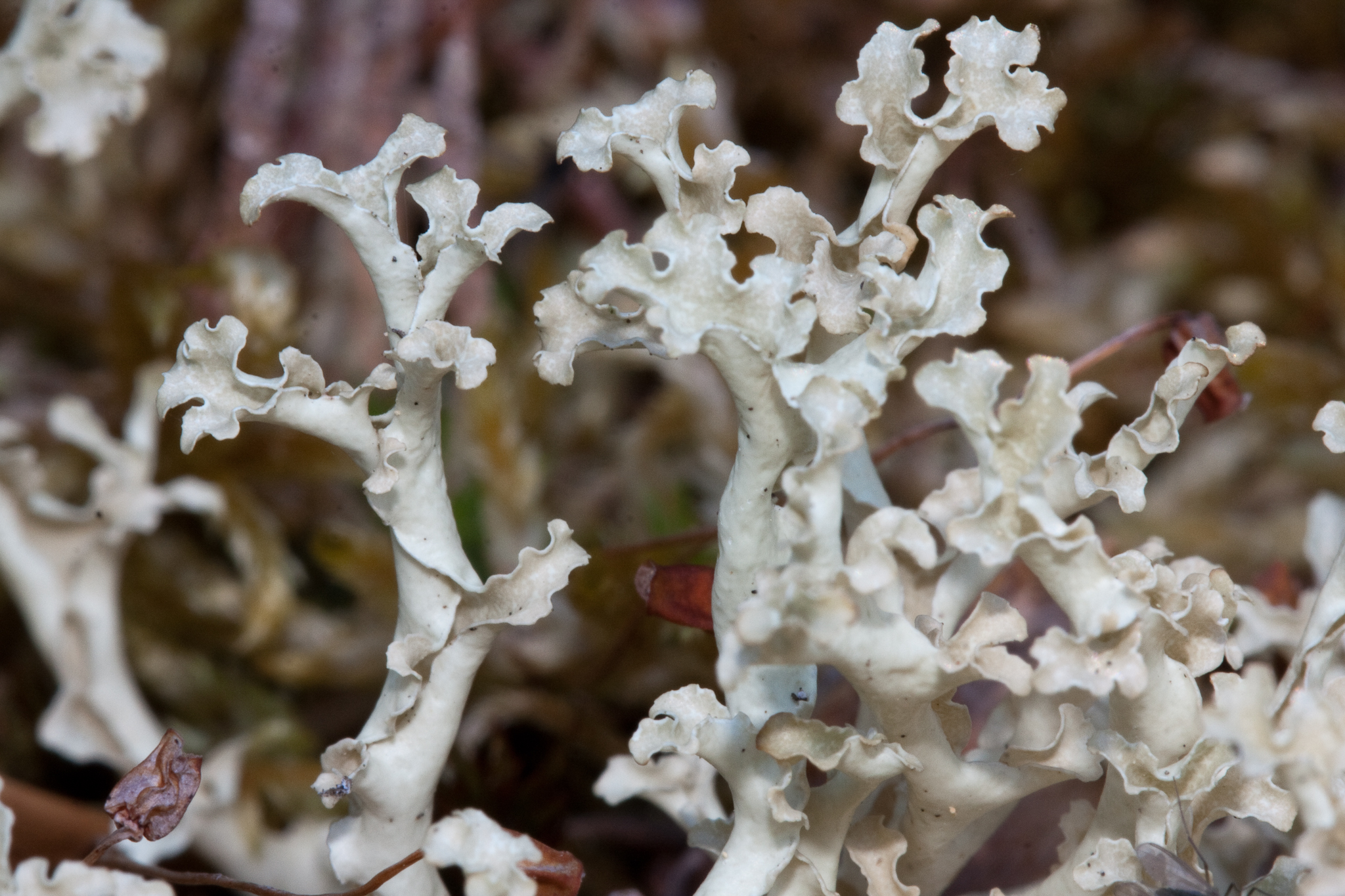
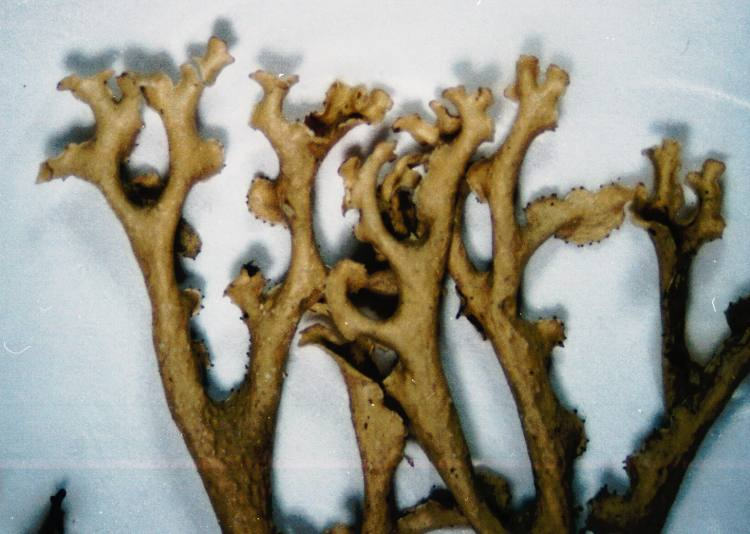
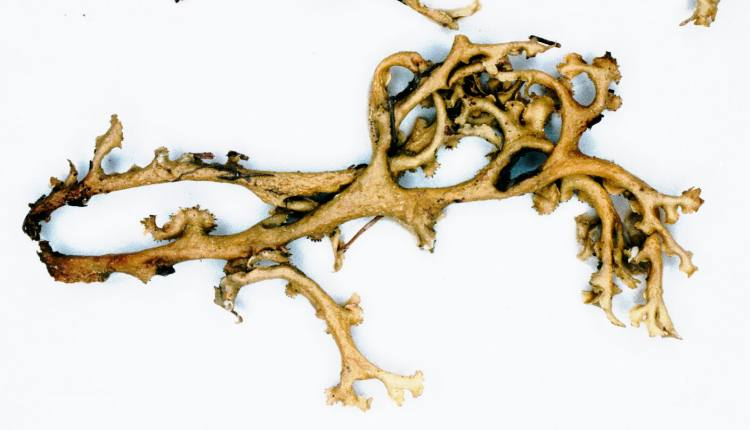
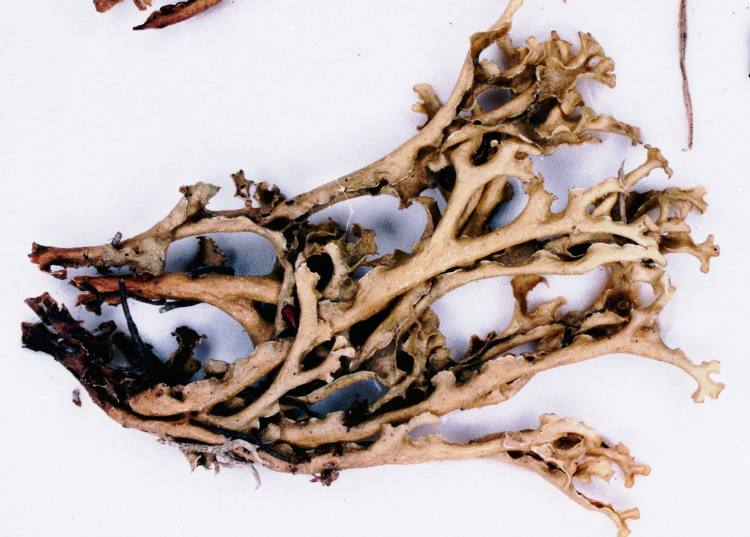